# Proterotherium
Proterotherium è un genere estinto di mammiferi litopterni, appartenente ai proteroteriidi. Visse tra il Miocene inferiore e il Miocene superiore (circa 17 - 7 milioni di anni fa) e i suoi resti fossili sono stati ritrovati in Sudamerica.

## Descrizione
Questo animale aveva l'aspetto di un piccolo cavallo; il cranio misurava circa 22 centimetri, e il peso dell'animale intero doveva essere di circa 50 chilogrammi; la lunghezza era di circa un metro. 
Il cranio di Proterotherium era molto simile a quello del ben noto Diadiaphorus, ma aveva una struttura più gracile e differiva dal genere precedente per alcuni dettagli, come la forma dell'arco zigomatico e la posizione dell'orifizio lacrimale, appena al di sotto del margine dell'orbita. La principale differenza tra Proterotherium e Diadiaphorus risiedeva nella proporzione delle ossa nasali, più allungate in Proterotherium, in contatto con le ossa premascellari (anch'esse di forma differente, con un ramo montante molto largo). La mandibola era lunga e bassa ma possedeva il ramo verticale molto alto, con un condilo ancor più allungato. La dentatura era molto simile a quella di Diadiaphorus, ma i premolari erano dotati di un ipocono meno separato. La metà posteriore del terzo molare superiore era molto ridotta. 
Lo scheletro assomigliava molto a quello di Diadiaphorus, con zampe snelle e allungate dotate di un dito centrale più robusto, ma in generale era più gracile e di dimensioni minori. Le ossa metacarpali laterali erano leggermente più lunghe, in proporzione. Una piccola faccetta articolare sul quarto metacarpale dimostra la presenza di un quinto metacarpo vestigiale. Il bacino assomigliava notevolmente a quello degli equidi arcaici del Cenozoico medio, come Mesohippus. Il metatarso mediano era più lungo e più forte del metacarpo, al contrario di ciò che avveniva in Diadiaphorus.

## Classificazione
Il genere Proterotherium venne descritto per la prima volta da Florentino Ameghino nel 1883, sulla base di resti fossili ritrovati in terreni del Miocene superiore in Patagonia; la specie tipo è Proterotherium cervioides. Numerose altre specie sono state ascritte a questo genere, molte delle quali provenienti da terreni del Miocene inferiore-medio, come P. americanum, P. australe, P. brachygnathum, P. cavum, P. cingulatum, P. curtidens, P. dichotomum, P. divortium, P. gradatum, P. intermedium, P. karaikense, P. mixtum, P. nitens, P. perpolitum, P. politum, P. principale, P. pyramidatum. Tuttavia, molte di queste specie sono probabilmente conspecifiche con la specie tipo, e altre potrebbero appartenere ad altri generi (come P. cavum), ad esempio Tetramerorhinus, a lungo confuso con Proterotherium. 
Proterotherium è il genere eponimo dei proteroteriidi, un gruppo di litopterni caratterizzati da una morfologia molto simile a quella degli equidi, soprattutto per quanto riguarda le zampe. Proterotherium è un tipico esempio dei proteroteriidi miocenici, molto specializzati nella morfologia delle zampe e anche nella dentatura. Un animale assai simile era Licaphrium.

## Paleoecologia
Proterotherium era un animale veloce e agile, con zampe adatte a correre su terreni duri dominati da praterie. I denti di struttura brachidonte erano però adatti a brucare piante tenere.